# Challenge Desgrange-Colombo 1949
De Challenge Desgrange-Colombo 1949 was de tweede editie van dit regelmatigheidsklassement.
Voor deze tweede editie was de Ronde van Zwitserland toegevoegd, wat het totaal aantal koersen op tien bracht: drie in elk van de organiserende landen (Frankrijk, Italië en België) en een in Zwitserland. Renners moesten in Frankrijk, Italië en België aan minimaal een van de drie wedstrijden hebben meegedaan om in aanmerking te komen voor het eindklassement. Deelname in Zwitserland was hiervoor niet verplicht. Eindwinnaar was Fausto Coppi, die zowel de Giro als de Tour op zijn naam had geschreven. Het landenklassement werd voor de tweede maal op rij gewonnen door Italië.

## Wedstrijden
| Datum              | Koers                        | Winnaar                |
| ------------------ | ---------------------------- | ---------------------- |
| 19 maart           | Milaan-San Remo (1949)       | Fausto Coppi           |
| 10 april           | Ronde van Vlaanderen (1949)  | Fiorenzo Magni         |
| 13 april           | Waalse Pijl (1949)           | Rik Van Steenbergen    |
| 18 april           | Parijs-Roubaix (1949)        | Serse Coppi André Mahé |
| 24 april           | Parijs-Brussel (1949)        | Maurice Diot           |
| 15 mei             | Parijs-Tours (1949)          | Albert Ramon           |
| 21 mei–12 juni     | Ronde van Italië (1949)      | Fausto Coppi           |
| 30 juni–24 juli    | Ronde van Frankrijk (1949)   | Fausto Coppi           |
| 30 juli–6 augustus | Ronde van Zwitserland (1949) | Gottfried Weilenmann   |
| 23 oktober         | Ronde van Lombardije (1949)  | Fausto Coppi           |

## Puntenverdeling
| Wedstrijd                      | 1e | 2e | 3e | 4e | 5e | 6e | 7e | 8e | 9e | 10e | 11e | 12e | 13e | 14e | 15e | 16e | 17e | 18e | 19e | 20e | 21e | 22e | 23e | 24e | 25e |
| ------------------------------ | -- | -- | -- | -- | -- | -- | -- | -- | -- | --- | --- | --- | --- | --- | --- | --- | --- | --- | --- | --- | --- | --- | --- | --- | --- |
| Rondes van Italië en Frankrijk | 60 | 52 | 46 | 44 | 42 | 40 | 38 | 36 | 34 | 32  | 30  | 28  | 26  | 24  | 22  | 20  | 18  | 16  | 14  | 12  | 10  | 8   | 6   | 4   | 2   |
| Overige wedstrijden            | 30 | 26 | 23 | 22 | 21 | 20 | 19 | 18 | 17 | 16  | 15  | 14  | 13  | 12  | 11  | 10  | 9   | 8   | 7   | 6   | 5   | 4   | 3   | 2   | 1   |

## Eindklassementen

### Individueel
| Plek | Renner           | Punten |
| ---- | ---------------- | ------ |
| 1    | Fausto Coppi     | 203    |
| 2    | Gino Bartali     | 115    |
| 2    | Fiorenzo Magni   | 115    |
| 4    | Nedo Logli       | 68     |
| 5    | Adolfo Leoni     | 67     |
| 6    | Maurice Mollin   | 62     |
| 7    | Giulio Bresci    | 59     |
| 8    | Giancarlo Astrua | 58     |
| 9    | Jean Goldschmit  | 56     |
| 10   | Albert Ramon     | 55     |

### Landen
Voor het landenklassement telden de punten van de beste vijf renners per koers mee (in tegenstelling tot de UCI World Tour, waar de beste vijf renners in de eindstand meetellen).
| Plek | Land      | Punten |
| ---- | --------- | ------ |
| 1    | Italië    | 878    |
| 2    | België    | 628    |
| 3    | Frankrijk | 621    |

1948 · 1949 · 1950 · 1951 · 1952 · 1953 · 1954 · 1955 · 1956 · 1957 · 1958